# Prismatocarpus tenerrimus
Prismatocarpus tenerrimus är en klockväxtart som beskrevs av Heinrich Wilhelm Buek. Prismatocarpus tenerrimus ingår i släktet Prismatocarpus och familjen klockväxter. Inga underarter finns listade i Catalogue of Life.